# Božeteh
Božeteh a 11. században volt Horvátország bánja, egyben sorban a negyedik ismert bán, aki IV. Krešimir Péter király 1068-ból származó oklevele szerint töltötte be ezt a tisztséget.
Az oklevél szövege:
| (magyarul) „Én, Krešimir, akit más néven Péternek is hívnak, a horvátok és a dalmátok királya, tudtára adom mindenkinek, aki igaznak és épnek tűnik számomra, hogy nem töröltem el őseim rendelkezéseit, legalábbis azokat, amelyeket lelkük üdvösségére hoztak. Ugyanis idősebb Krešimir dédapánk műveiben azt találtuk, hogy a zárai Szent István-kolostornak minden időkre adományozott egy bizonyos dikloi birtokot. Ez a birtok érintetlenül maradt uralkodása, valamint fia, Držislav és hatalmas bánjaik: Pribina és Godimir; Svetoslav és testvérei, Krešimir és Gojslav, valamint fia, Stjepan, apám idejében is, olyan a nagyszerű bánok akaratából, akik a maguk idejében voltak, mint: Gvarda, Božeteh és Stjepan Praska. Ezért mi is megerősítjük, és azt akarjuk, hogy örökké megmaradjon. Aki pedig halálunk után ezt az oklevelet lábbal akarná taposni, azt érje el az utolsó bíró haragja! Kiadtuk Nin városában oly tanúk előtt, mint: Boleslav udvarispán, Adamić nini zsupán, Vukić lukai zsupán, Voleša atya, Budić kamarás, Ivan káplán, Zović tiszttartó, Drugonja apród, Djedovit vincellér, Orubonja dékán. Király úr parancsára ezt az oklevelet saját kezemmel írtam, Ádám szerzetes, Horvátország megválasztott püspöke. ” | (horvátul)„Ja Krešimir, koji se drugim imenoml zovem i Petar, kralj Hrvata i Dalmatinaca, dajem svima na znanje, da mi se činilo pravo i zdravo, da se ne zavrgnu odredbe mojih pradjedova, najmanje pak one, koje su učinjene za spas duša njihovih. Našli smo naime u djelima našega pradjeda Krešimira starijega, da je on samostanu sv. Krševana u Zadru za sva vremena darovao neki posjed Diklo. Ovaj posjed ostao je vlasnicima netaknut za njegova vladanja i za njegova sina Držislava te njihovih moćnih banova: Pribine i Godimira; isto tako za vrijeme Svetoslava te njegove braće Krešimira i Gojslava i njegova sina Stjepana, oca mojega, uz privolu odličnih banova, koji bijahu u njihovo vrijeme: Gvarda, Božeteh i Stjepan Praska. Zato i mi to potvrdjujemo, pa hoćemo da to stoji za uvijek. A tko bi poslije naše smrti htio da ovu povelju pogazi, neka ga stigne srdžba posljednjega suca! Dano u gradu Ninu pred svjedocima: Boleslav tepčija, Adamić ninski župan, Vukić lučki župan, Voleša djed, Budić posteljnik, Ivan kapelan, Zović volar, Drugonja štitonoša, Djedovit vinotoč, Orubonja dekan. Po zapovjedi gospodina kralja pisao sam ovu povelju svojom rukom ja redovnik Adam, izabrani biskup Hrvatske“ |
| | |